# Wilhelm von Krosigk

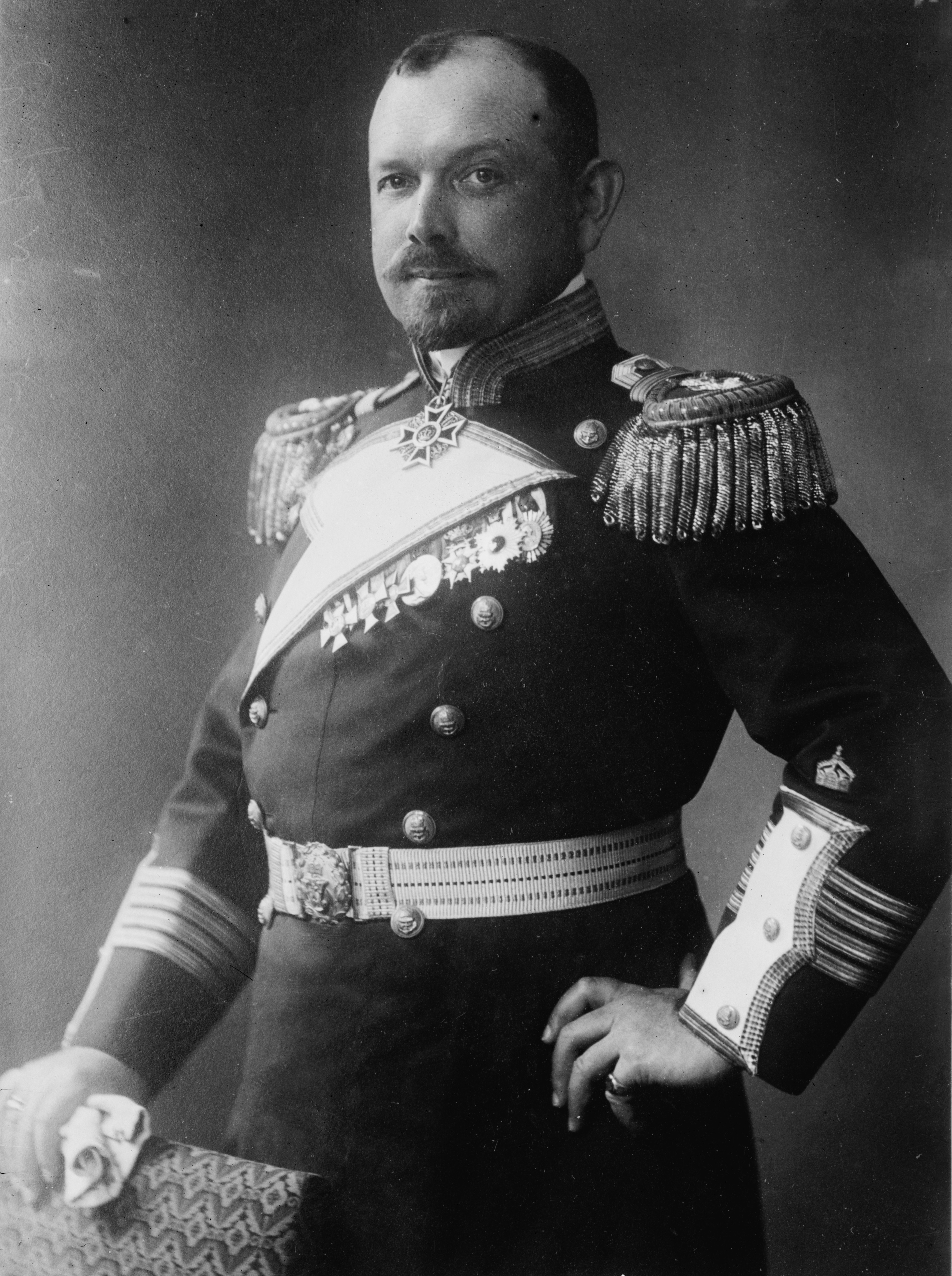
Wilhelm von Krosigk (Aufnahme etwa zwischen 1913 und 1915 als Kapitän zur See in Gala-Uniform)

Wilhelm Dedo von Krosigk (* 20. November 1871 in Ballenstedt; † 12. August 1953 in Kummerfeld) war ein deutscher Konteradmiral.

## Leben

### Familie
Wilhelm stammte aus dem Adelsgeschlecht Krosigk. Er war der dritte Sohn von Wilhelm Friedrich Ernst von Krosigk (1829–1889) und dessen Ehefrau Luise, geborene von Thielau (1836–1887). Zu Wilhelms Brüdern zählte Dietrich von Krosigk (1865–1932). Mit dem Admiral Günther von Krosigk (1860–1938) verband Wilhelm der gemeinsame Urgroßvater, der königlich-preußische Kriegsrat Ferdinand Anton von Krosigk (1743–1805).
Wilhelm heiratete Antoinette von Bülow (* 1882).

### Militärkarriere
Krosigk trat am 13. April 1889 als Kadett in die Kaiserliche Marine ein. Er kommandierte unter anderem von Ende September 1905 bis September 1906 als Kapitänleutnant die Dampfyacht Loreley. Ab 30. September 1908 diente Krosigk für drei Jahre als Adjutant im Stab der Marinestation der Nordsee und wurde anschließend Kommandant des Kleinen Kreuzers Stettin. In dieser Funktion wurde er am 8. März 1913 zum Kapitän zur See befördert. Nachdem Krosigk sein Kommando abgegeben hatte, stand er bis kurz nach Ausbruch des Ersten Weltkriegs zur Verfügung des Chefs der Marinestation der Ostsee. Er kommandierte ab August 1914 den Großen Kreuzer Prinz Heinrich, war vom 28. März 1916 bis 31. Mai 1917 Kommandeur der I. Matrosen-Division und anschließend bis Kriegsende Kommandant des Großlinienschiffes Posen.